# Daniel Yuste
Daniel Yuste Escolar  (* 17. November 1944 in Leganés, Madrid; † 26. März 2020 ebenda) war ein spanischer Radrennfahrer.

## Sportliche Laufbahn
1966 gewann Daniel Yuste das nationale Rennen Vuelta a Segovia, 1968 wurde er Vierter der spanischen Amateur-Straßenmeisterschaft. Er nahm als einziger spanischer Radsportler an den Olympischen Spielen 1968 in Mexiko-Stadt teil. Er startete in der Einerverfolgung und belegte Rang 13. 1969 wurde er nationaler Meister in der Einerverfolgung und gemeinsam mit José Gómez Lucas im Zweier-Mannschaftsfahren. Im selben Jahr stellte Yuste mit 6:10,64 Minuten einen spanischen Rekord über fünf Kilometer auf der Bahn auf.
1969 wurde Yuste Profi. Im selben Jahr belegte er Platz 16 bei der Andalusien-Rundfahrt. 1970 beendete er seine Radsportlaufbahn.
Daniel Yuste starb im März 2020 im Alter von 75 Jahren während der COVID-19-Pandemie an den Folgen einer SARS-CoV-2-Infektion.

## Erfolge
1969
- Spanischer Meister – Einerverfolgung, Zweier-Mannschaftsfahren (mit José Gómez Lucas)